# Artiom Minulin
Artiom Rafikowicz Minulin, ros. Артём Рафикович Минулин (ur. 1 października 1998 w Tiumeni) – rosyjski hokeista narodowości tatarskiej, reprezentant Rosji, olimpijczyk.

## Kariera
- Mietałłurg Magnitogorsk do lat 17 (2014–2015)
- Stalnyje Lisy Magnitogorsk (2014)
- Swift Current Broncos (2015-2018)
- Everett Silvertips (2018-2019)
- Mietałłurg Magnitogorsk (2019-)
  -  Zauralje Kurgan (2019-2020)

Wychowanek Gazowika Tiumeń. Karierę rozwijał w Mietałłurgu Magnitogorsk. W 2015 został wybrany w CHL Import Draft 2015 do kanadyjskich rozgrywek juniorskich CHL przez klub Swift Current Broncos, po czym od tego roku przez cztery sezony grał w lidze WHL, pierwsze trzy lata w Swift Current Broncos, a czwarty w amerykańskim zespole Everett Silvertips. W 2019 ponownie związał się umową z Mietałłurgiem Magnitogorsk.
Uczestniczył w turniejach Zimowego Olimpijskiego Festiwalu Młodzieży Europy 2015, mistrzostw świata juniorow do lat 17 edycji 2015 oraz mistrzostw świata juniorów do lat 20 edycji 2018. W barwach reprezentacji Rosyjskiego Komitetu Olimpijskiego uczestniczył w turnieju zimowych igrzysk olimpijskich 2022.

## Sukcesy
Reprezentacyjne
- Złoty medal olimpijskiego festiwalu młodzieży Europy: 2015
- Złoty medal mistrzostw świata juniorów do lat 17: 2015
- Srebrny medal zimowych igrzysk olimpijskich: 2022

Klubowe
- Ed Chynoweth Cup – mistrzostwo WHL: 2018 ze Swift Current Broncos

Klubowe
- Puchar Gagarina – mistrzostwo KHL:  2024 z Mietałłurgiem
- Złoty medal mistrzostw Rosji: 2024 z Mietałłurgiem

Indywidualne
- KHL (2018/2019):
  - Najlepszy pierwszoroczniak etapu – ćwierćfinały konferencji[3]
- KHL (2021/2022):
  - Pierwsze miejsce w klasyfikacji +/- w sezonie zasadniczym: +22